# Persian Wars
Pour les articles homonymes, voir Persian.
Persian Wars, sous-titré Les Conquérants des Mille et une nuits, est un jeu vidéo de stratégie et d'aventure développé et édité par le studio français Cryo Interactive en 2001. Son univers s'inspire librement des contes des Mille et une nuits.

## Synopsis
Le jeu se déroule dans un univers inspiré des contes des Mille et une nuits, où le joueur incarne Sindbad, un aventurier peu scrupuleux. Lorsque Sindbad apprend que l'anneau du roi Salomon serait tombé du ciel au beau milieu du désert, il est prêt à tout pour s'en emparer, mais il se rend vite compte qu'il n'est pas le seul à convoiter le précieux objet : trois tribus voisines, les Bédouins, les Amazones et les Ghoûles nécrophages, se sont elles aussi lancées à sa recherche. Pour s'emparer de l'anneau, Sindbad doit s'allier temporairement avec l'une ou l'autre des trois tribus, quitte à opérer de brusques retournements d'alliances lorsque ses intérêts sont en jeu.

## Principe du jeu
Persian Wars est principalement un jeu de stratégie en temps réel. L'interface comprend deux cartes : une carte générale de l'univers du jeu, en deux dimensions, sur laquelle le joueur déplace son armée, fait des choix diplomatiques et élabore sa stratégie d'ensemble ; et les cartes à échelle plus restreinte, en 3D isométrique, sur lesquelles se déroulent les missions proprement dites, qui vont de l'escarmouche tactique à la bataille rangée selon le nombre d'unités impliquées. Outre la gestion des troupes et les affrontements proprement dits, les missions comprennent parfois des objectifs différents, propres à l'aventure, comme de découvrir un talisman permettant d'invoquer des alliés magiques. Le joueur est libre de ses choix diplomatiques au cours du jeu. Le jeu comprend 90 unités différentes ; chaque peuple dispose d'avantages et de handicaps différents : les Bédouins possèdent les meilleurs cavaliers, les Ghoûles maîtrisent des machines puissantes, et chaque peuple possède ses propres sortilèges. Il est possible de mettre le jeu en pause au cours des combats afin de donner des ordres à ses troupes. Le jeu comprend une campagne principale, quatre campagnes solos et un mode multijoueur permettant de faire des parties comprenant jusqu'à huit joueurs.

## Développement
Le jeu utilise le même moteur graphique que celui des Chroniques de la Lune noire, autre jeu de stratégie édité par Cryo en 1999.

## Réception
| Persian Wars  |      |       |
| Média         | Pays | Notes |
| Gamekult      | FR   | 3/10  |
| Jeuxvideo.com | FR   | 14/20 |
| Joystick      | FR   | 66 %  |
| PC Gamer UK   | GB   | 45 %  |
| PC Zone       | UK   | 43 %  |

Le jeu semble avoir divisé la critique à sa sortie, les critiques allant du bon au très mauvais. Le site agrégateur de critiques MobyGames attribue au jeu une moyenne de 54 sur 100 basé sur huit critiques, dont quatre sont supérieures ou égales à 70/100 et quatre autres inférieures à 50. Le critique du site Jeuxvideo.com donne à Persian Wars 14/20 ; il en juge l'univers soigné, les graphismes corrects, l'interface pratique, la musique excellente et la durée de vie convenable grâce à la campagne principale non linéaire et aux quatre autres campagnes solos. Le critique du site Gamekult est nettement moins convaincu et attribue au jeu la note de 3 sur 10 : il apprécie le mélange entre stratégie et aventure, l'univers original et accrocheur et la variété des unités, mais lui reproche un moteur graphique dépassé, une mauvaise intelligence artificielle, une difficulté inégale et des missions répétitives et lassantes ; le résultat lui laisse l'impression d'un jeu inachevé proposant de bonnes idées gâchées par une piètre réalisation.